# Kujō Yoritsugu
En aquest nom japonès, el cognom és Kujō.
Kujō Yoritsugu (九条頼嗣, 17 de desembre de 1239 - 14 d'octubre de 1256) va ser el cinquè shogun del shogunat Kamakura del Japó; va governar entre 1244 fins al 1252. Va ser el fill del quart shogun Kujō Yoritsune i estava controlat pels regents del clan Hōjō. Va assumir el tron als sis anys, quan el mateix clan Hōjō va despullar del càrrec al seu pare.